# Протонообменная мембрана
Протонообменная мембрана или полимерно-электролитная мембрана (ПОМ, ПЭM) - это полупроницаемая мембрана, обычно изготовленная из иономеров и предназначенная для проведения протонов, действуя как электронный изолятор и барьер для реагентов, например кислорода и водорода. Их основная функция при включении в мембранную электродную сборку (МЭС) топливного элемента с протонообменной мембраной или протонообменного мембранного электролизера - разделение реагентов и перенос протонов при блокировании прямого электронного пути через мембрану.
ПЭM могут быть изготовлены либо из чисто полимерных мембран, либо из композитных мембран, где в полимерную матрицу встроены другие материалы. Одним из наиболее распространенных и коммерчески доступных материалов ПEM является полимер перфторсульфоновой кислоты (ПФСК) Нафион. Также в качестве материала для протонообменных мембран используются полиароматические полимеры и частично фторированные полимеры.
Основные характеристики протонообменных мембран -  протонная проводимость (σ), проницаемость для метанола (P) и термическая стабильность. Топливные элементы ПЭM используют в качестве электролита твердую полимерную мембрану (тонкую пластиковую пленку). Этот полимер при насыщении водой проницаем для протонов, но не проводит электроны.

## История
Впервые технология протонообменных мембран была разработана в начале 1960-х годов Леонардом Нидрахом и Томасом Граббом, химиками, работающими в компании General Electric. Значительные государственные ресурсы были направлены на изучение и разработку этих мембран для использования в программе космических полетов NASA Gemini. Однако ряд технических проблем заставил НАСА первоначально отказаться от использования топливных элементов с протонообменной мембраной в этой программе..
Топливный элемент ПЭM улучшенного исполнения General Electric использовался во всех последующих полётах Gemini, но от него отказались для последующих полётов Apollo. Фторированный иономер Нафион, который сегодня является наиболее широко используемым материалом протонообменных мембран, был разработан химиком DuPont по пластмассам Вальтером Гротом. Грот также продемонстрировал его пользу в качестве мембраны электрохимического сепаратора.
В 2014 году Андре Гейм из Манчестерского университета опубликовал первые результаты исследования монослоев графена и нитрида бора толщиной до атома, которые позволяли проходить через материал только протонам, что делает эти материалы потенциальной заменой фторированных иономеров в качестве материала ПЭM.

## Топливные элементы
ПЭМТЭ имеют некоторые преимущества перед другими типами топливных элементов, например такими как твердооксидные топливные элементы (ТОТЭ). ПЭМТЭ работают при более низкой температуре, легче и компактнее, что делает их идеальными для применения в автомобилях. Однако имеются и некоторые недостатки: рабочая температура ~ 80 °C слишком низкая для генерации, как в ТоТЭ, кроме того электролит для ПЭМТЭ должен быть водонасыщенным. Однако некоторые автомобили с топливными элементами, работают без увлажнителей, полагаясь на быструю выработку воды и высокую скорость обратной диффузии через тонкие мембраны для поддержания гидратации мембраны и иономера в слоях катализатора.
Высокотемпературные ПЭМТЭ работают при температуре от 100 °C до 200 °C, потенциально предоставляя преимущества в кинетике электродов и управлении нагревом, а также лучшую устойчивость к примесям топлива, особенно CO. Эти улучшения потенциально могут привести к повышению общей эффективности системы. Однако эти преимущества ещё предстоит реализовать, поскольку мембраны из полимеров перфторсульфоновой кислоты быстро теряют работоспособность при температуре выше 100 °C и гидратации ниже 100%, что приводит к сокращению срока службы. В результате для использования в топливных элементах исследуются новые безводные протонные проводники, такие как протонно-органические ионные пластические кристаллы (ПОИПК) и протонные ионные жидкости.
Топливом для ПЭМТЭ является водород, а носителем заряда - ион водорода (протон). На аноде молекула водорода расщепляется на ионы водорода (протоны) и электроны. Ионы водорода проникают через электролит к катоду, в то время как электроны проходят через внешнюю цепь и вырабатывают электроэнергию. Кислород, обычно в виде воздуха, подается на катод и соединяется с электронами и ионами водорода с образованием воды. Реакции на электродах следующие:
Реакция на аноде:
2H2 → 4H+ + 4e−
Реакция на катоде:
O2 + 4H+ + 4e− → 2H2O
Общая реакция ячейки:
2H2 + O2 → 2H2O + тепло + электрическая энергия
Теоретический экзотермический потенциал в целом составляет +1,23 В.

## Применение
Основное применение протонообменных мембран — топливные элементы ПЭM. Эти топливные элементы находят широкое применение в коммерческих и военных целях, в том числе в аэрокосмической, автомобильной и энергетической отраслях.
Крупнейшими рынками для топливных элементов с протонообменными мембранами сегодня являются автомобильная промышленность, а также производство электроэнергии для личного и общественного пользования. Топливные элементы ПЭM популярны в автомобильной промышленности из-за их относительно низкой рабочей температуры и их способности быстро запускаться даже при температуре ниже нуля. Топливные элементы ПЭM также успешно применяются в других видах тяжёлой техники, при этом Ballard Power Systems поставляет вилочные погрузчики на основе этой технологии. Основная задача, стоящая перед автомобильной технологией ПЭM, - это безопасное и эффективное хранение водорода, что в настоящее время является областью активной исследовательской деятельности.
Электролиз через полимерно-электролитную мембрану — это технология, с помощью которой протонообменные мембраны используются для разложения воды на водород и газообразный кислород. Протонообменная мембрана позволяет отделить произведенный водород от кислорода, что позволяет использовать оба продукта по мере необходимости. Этот процесс использовался для получения водородного топлива и кислорода для систем жизнеобеспечения на таких судах, как подводные лодки ВМС США и Королевского военно-морского флота. Недавний пример - строительство завода по производству электролизеров Air Liquide ПЭM мощностью 20 МВт в Квебеке. Подобные устройства на основе ПЭM доступны для промышленного производства озона.